# Zöllner (Familienname)
Zöllner oder Zoellner ist ein deutscher Familienname.

## Herkunft und Bedeutung
Zöllner ist ein Berufsname, der sich (1) auf den Beruf des Zöllners, (2) auf den Beruf des Kellermeisters (aus lat. cellarius, vgl. Keller und Kellner) oder (3) die Herkunft aus einer Siedlung mit dem Namensbestandteil -zell oder -köl(l)n (aus lat. Colonia, vgl. Zeller und Zellner) bezieht.

## Namensträger
- Abini Zöllner (* 1967), deutsche Autorin und Journalistin
- Alexander Brunst-Zöllner (* 1995), deutscher Fußballspieler, siehe Alexander Brunst
- Andreas Zöllner (eigentlich Johann Andreas Daniel Z.) (1804–1862), deutscher Musiklehrer, Komponist und Chorleiter
- Angelika Zöllner (* 1948), deutsche Schriftstellerin
- Carl Friedrich Zöllner (1800–1860), deutscher Komponist
- Carl Heinrich Zöllner (1792–1836), deutscher Komponist und Organist
- Christian Zöllner (* 1939), deutscher Politiker (CDU)
- Crisjan Zöllner (* 1970), deutscher Schauspieler
- Dagmar Zöllner (* 1965), deutsche Handballspielerin
- Daniel Zöllner (1544–1618), deutscher Jurist
- Dirk Zöllner (* 1962), deutscher Musikschaffender
- Elise Zöllner (1810–1862), österreichische Schauspielerin und Sängerin
- Emil Zöllner (1879–1948), deutscher Lehrer und Schriftsteller
- Emma Zöllner (1827–1910), österreichische Schauspielerin und Sängerin
- Erich Zöllner (1916–1996), österreichischer Historiker
- Ernst Zöllner (1902–1967), deutscher Politiker (KPD/SED), Interbrigadist und Gewerkschafter
- Ernst-Helmut Zöllner (1945–2013), deutscher Volkswirt, Kommunalpolitiker und Heimatforscher
- Eugen von Zoellner (1866–1945), deutscher Generalleutnant
- Eva Zöllner (* 1978), deutsche Akkordeonistin
- Frank Zöllner (* 1956), deutscher Kunsthistoriker
- Fritz Zöllner (1901–1986), österreichisch-deutscher HNO-Arzt
- Günther Zöllner (* 1925), deutscher Fußballspieler
- Hans-Martin Zöllner (* 1947), Schweizer Psychologe und Sachbuchautor
- Heinrich Zöllner (1854–1941), deutscher Komponist, Dirigent und Librettist
- Helga Zöllner (1941–1983), ungarische Eiskunstläuferin
- Helmut Zöllner (* 1949), deutscher Fußballspieler
- Jacob Zöllner (* 1956), deutscher Bildhauer
- Johann Friedrich Zöllner (1753–1804), deutscher Pfarrer
- Johann Georg Friedlieb Zöllner (1750–1826), deutscher Orgelbauer
- Johannes Zöllner (1548–1628), deutscher Rhetoriker; siehe Johannes Zölner
- Jürgen Zöllner (* 1945), deutscher Politiker (SPD)
- Karl Zöllner (Jurist) (1821–1897), deutscher Jurist
- Karl Zöllner (Architekt) (1883–1965), deutscher Architekt
- Karl Friedrich Zöllner (1834–1882), deutscher Physiker und Astronom
- Karl-Heinz Zöllner (* 1953), österreichischer Fußballspieler und -trainer
- Karoline von Zöllner (1795–1868), deutsche Schriftstellerin
- Kirsten Zöllner (* 1981), deutscher Basketballspieler
- Konrad Zöllner von Rotenstein († 1390), Hochmeister des Deutschen Ordens
- Lothar Zöllner (* 1931), deutscher Diplomat
- Ludwig Theodor Zöllner (1796–1860), deutscher Zeichner und Lithograf
- Martina Zöllner (* 1961), deutsche Journalistin, Schriftstellerin, Fernsehredakteurin und -produzentin

- Michael Zöllner (1914–2001), deutscher Schriftsteller, siehe Karl Olma
- Michael Zöllner (Verleger) (* 1969), deutscher Verleger
- Michael Zöllner (Kommunikationswissenschaftler), deutscher Kommunikationswissenschaftler
- Nepomuk Zöllner (1923–2017), deutscher Internist und Hochschullehrer
- Oliver Zöllner (* 1968), deutscher Kommunikations- und Medienwissenschaftler
- Otto Zöllner Schorr (1909–2007), deutsch-chilenischer Botaniker
- Pamela Zoellner (* 1977), deutsche Eisschnellläuferin
- Reinhard Zöllner (* 1961), deutscher Historiker und Japanologe
- Ulrike Zöllner (* 1947), deutsch-Schweizer Psychologin und Hochschullehrerin
- Waki Zöllner (1935–2015), deutscher Bildhauer und Maler
- Walter Zöllner (1932–2011), deutscher Historiker
- Wilhelm Zoellner (1860–1937), deutscher Generalsuperintendent
- Wilhelm August Zöllner (1807–1868), Mitglied der Frankfurter Nationalversammlung
- Wolfgang Zöllner (* 1928), deutscher Rechtswissenschaftler